# آنالیز
آنالیز، واکاوی یا فراکافت یا آناکاوی یا تجزیه‌وتحلیل (به انگلیسی: Analysis) شکستن یک مجموعه به بخش‌های کوچک برای فهم بهتر آن است. به عبارت دیگر، آنالیز، تجزیه و تحلیل داده‌ها برای گرفتن نتیجهٔ پیچیده‌تر نیز می‌تواند باشد.
در دانش شیمی واکاوی به تجزیه نمونه و بررسی آن گفته می‌شود که در شاخه شیمی تجزیه دنبال می‌شود.
در دانش ریاضیات و آمار، واکاوی به بررسی احتمالات و ریزحالت‌ها می‌پردازد.
در دانش سیاسی واکاوی به معنای بازکردن گره‌ها یا پیچیدگی‌ها از رویدادهای سیاسی یا پدیده‌ها و ارائه آن‌ها به زبان ساده برای مخاطبان است. واکاوی بر حسب موضوع مورد بحث می‌تواند سیاسی، اقتصادی ،فرهنگی، تاریخی، حقوقی، امنیتی، نظامی یا ورزشی باشد. در واکاوی یک موضوع به پرسش‌هایی دربارهٔ چرایی‌ها و چگونگی‌ها یک خبر یا یک پدیده پاسخ داده می‌شود.